# 8 martie
ianuarie • februarie • martie  • aprilie  • mai  • iunie  • iulie  • august  • septembrie  • octombrie  • noiembrie  • decembrie
8 martie este a 67-a zi a calendarului gregorian și ziua a 68-a în anii bisecți. Mai sunt 298 de zile până la sfârșitul anului. 

## Evenimente

1618: Johannes Kepler descoperă a treia lege a mișcării planetelor

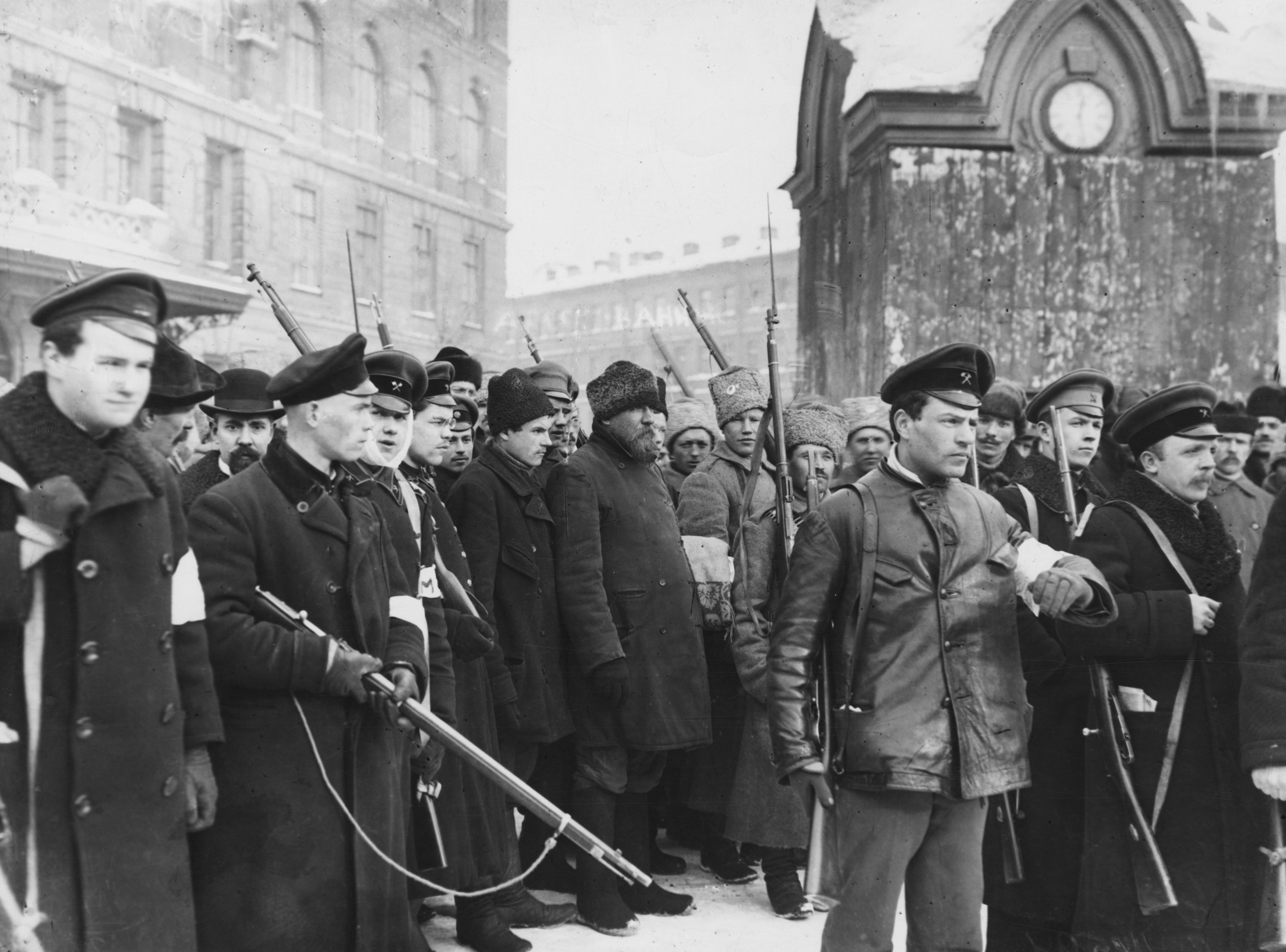
1917: Începutul Revoluției din Februarie din Rusia.

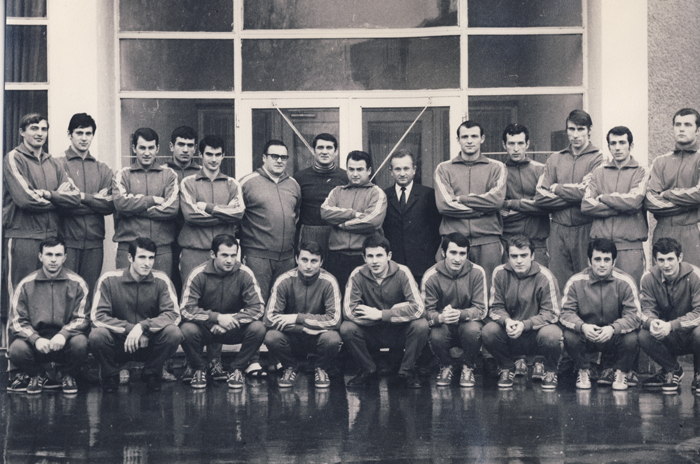
1970: Reprezentativa de handbal masculin a României cucerește pentru a treia oară consecutiv titlul de campioană mondială.

- 1618: Johannes Kepler descoperă a treia lege a mișcării planetelor.
- 1702: Anne Stuart, sora reginei Maria a II-a, devine regină a Angliei, Scoției și Irlandei.
- 1844: Regele Oscar I accede la tronurile Suediei și Norvegiei pe care le va conduce 15 ani.
- 1848: Are loc, la Paris, în locuința lui Nicolae Bălcescu, o întrunire a revoluționarilor români, în care se decide declanșarea revoluției în țară și se redactează programul revoluționar.
- 1856: Contele Walewski, ministrul de externe al Franței și președinte al Congresului de Pace (fiul natural al lui Napoleon I), propune, în timpul Congresului de pace de la Paris, unirea Moldovei cu Muntenia sub conducerea unui prinț străin.
- 1862: Războiul Civil American: Are loc prima bătălie între două nave de luptă îmbrăcate în fier, Monitor (aparținând Uniunii) și Merrimack (aparținând Confederației), bătălie ce a revoluționat tehnicile navale de luptă.
- 1910: Aviatoarea franceză Raymonde de Laroche devine prima femeie care primește licența de pilot.[1]
- 1917: Începe Revoluția de la Petrograd, în urma căreia, pe 15 martie 1917, țarul Nicolae al II-lea abdică (8 martie - 12 martie 1917).
- 1918: Primul caz de gripă spaniolă; începutul unei pandemii devastatoare.
- 1921: Trupe franceze au ocupat Düsseldorf și alte orașe din zona Ruhrului, încălcând Tratatul de la Versailles, din cauza neachitării despăgubirilor de război de la sfârșitul Primului Război Mondial, pe care Germania le datora Franței (67 miliarde mărci-aur).
- 1921: Lenin declară 8 martie ziua femeilor.
- 1935: La Tokyo este găsit mort pe stradă câinele credincios Hachikō, rămas în memoria umanității pentru devotamentul față de stăpânul său chiar și la mulți ani după decesul acestuia.
- 1945: La două zile după instalarea guvernului Petru Groza, la 6 martie 1945, Churchill s-a adresat președintelui american Roosevelt, printr-o telegramă personală și strict secretă, în care își manifesta îngrijorarea față de instalarea, prin forță, a unui guvern comunist și prevedea epurarea fără discriminare a românilor anticomuniști…. În telegrama de răspuns, președintele american, recunoscând amestecul conducerii de la Kremlin în numirea unui guvern comunist, menționa: eu cred că România nu este un loc bun pentru a ne măsura cu rușii.
- 1945: Guvernul român a adresat guvernului sovietic o telegramă în care solicita reintegrarea nordului Transilvaniei la România, teritoriul fiind oficial parte a Ungariei, ca urmare a Dictatului de la Viena din 1940. În telegrama de răspuns, din 9 martie 1945, I.V.Stalin consimte la reinstalarea administrației românești în N-E Transilvaniei. La 13 martie 1945, la Cluj, a avut loc proclamarea oficială a reinstalării administrației românești în această parte a țării.

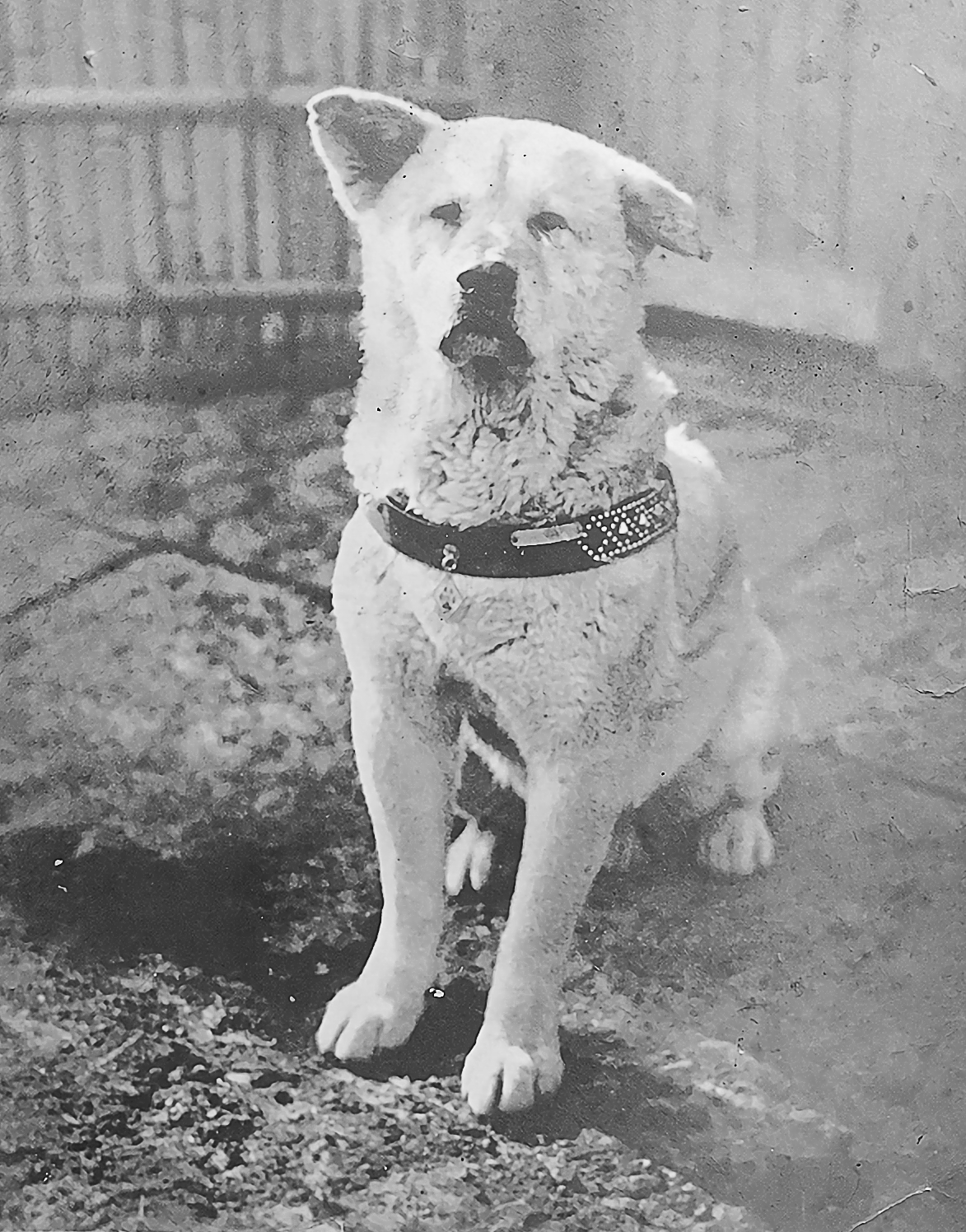
1935: La Tokyo este găsit mort pe stradă câinele credincios Hachikō, rămas în memoria umanității pentru devotamentul față de stăpânul său chiar și la mulți ani după decesul acestuia.

- 1950: Uniunea Sovietică susține că deține bomba atomică.
- 1952: Antoine Pinay devine prim ministru al Franței.
- 1957: Egiptul re-deschide Canalul Suez.
- 1963: Venirea la putere a Partidului Baas Arab Socialist în Republica Arabă Siriană. Ziua Revoluției.
- 1968: La Praga, studenții cehoslovaci își declară sprijinul față de mișcarea de liberalizare cunoscută sub numele de Primăvara de la Praga.
- 1970: Reprezentativa de handbal masculin a României cucerește pentru a treia oară consecutiv titlul de campioană mondială.

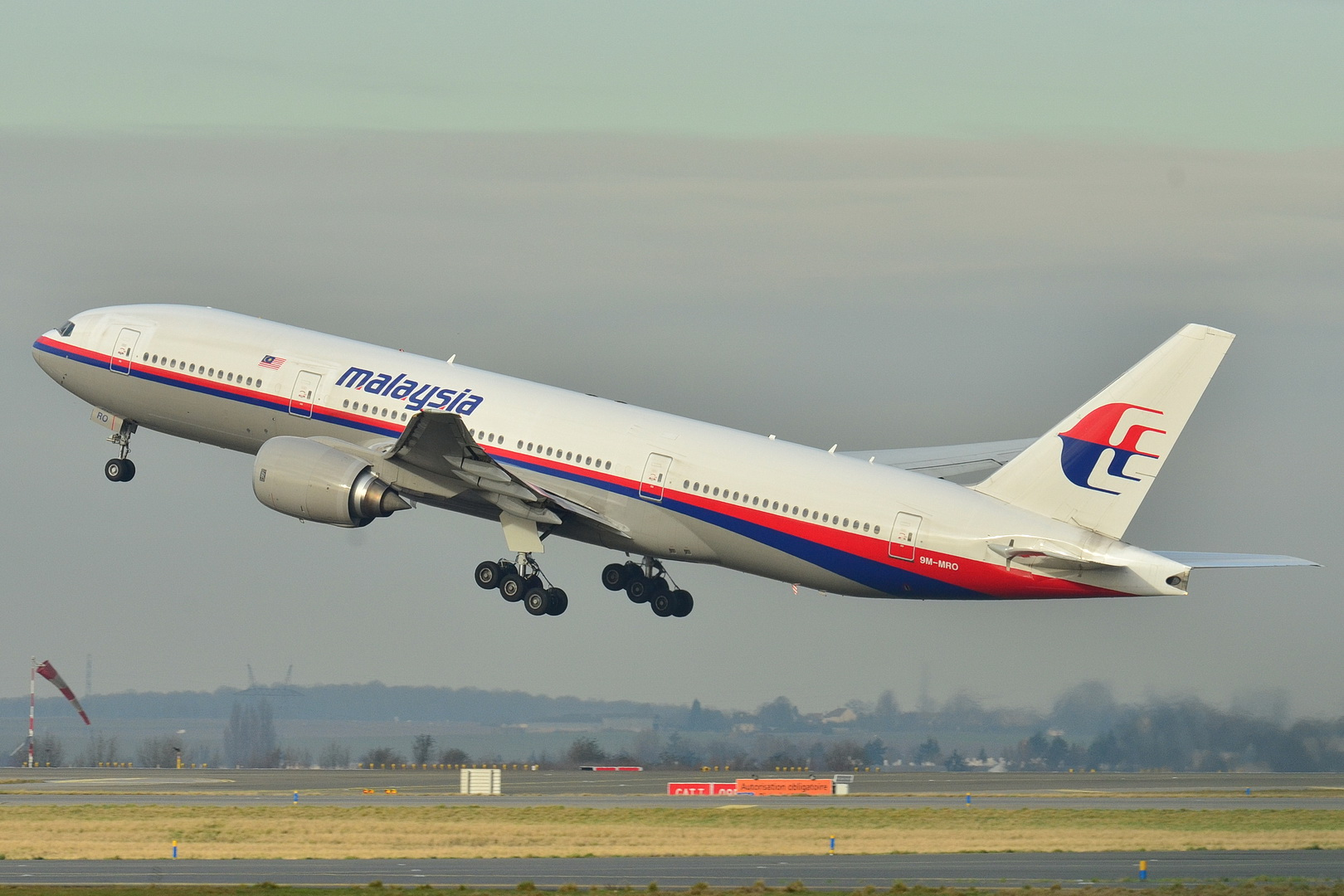
2014: Într-unul dintre cele mai mari mistere ale aviației, zborul 370 al Malaysia Airlines, care transporta un total de 239 de persoane, dispare de pe radar în drum de la Kuala Lumpur la Beijing. Soarta zborului rămâne necunoscută.

- 1972: Reprezentantul permanent al României la Agenția Internațională pentru Energia Atomică (AIEA) a semnat, la Viena, Acordul cu privire la aplicarea garanțiilor în cadrul Tratatului de neproliferare a armelor nucleare între România și AIEA.
- 1979: Începe vizita oficială în România a președintelui Franței, Valéry Giscard d'Estaing (8 martie - 10 martie 1979).
- 1982: Stațiile automate interplanetare sovietice Venus-13 și Venus-14 ating suprafața planetei Venus.
- 1982: SUA acuză URSS de folosirea gazelor toxice în Afghanistan. Se afirma că aproape 3.000 de persoane au fost ucise astfel.
- 1983: Președintele american Ronald Reagan numește URSS un Imperiu al Răului.
- 1991: S-a înființat AM PRESS, prima agenție de știri cu capital privat înființată după 1989.
- 1993: A fost semnat acordul de asociere dintre UE și Bulgaria. A intrat în vigoare la 1 februarie 1995.
- 1995: Deschiderea oficială a lucrărilor Comisiei de elaborare a strategiei naționale de pregătire a aderării României la Uniunea Europeană, compusă din oameni de știință și din reprezentanți ai tuturor partidelor parlamentare.
- 1999: Este înființată formația românească de muzică pop-dance, A.S.I.A..
- 2000: Papa Ioan Paul al II-lea a fixat această zi pentru mea culpa publica (zi de pocăință).
- 2002: Un asteroid cu diametrul de 50 m a trecut la 463.000 km de Pământ fără să fi fost văzut în observatoare. Abia la 12 martie masa a fost văzută. Se estimează că acesta este un obiect de același diametru cu asteroidul care a explodat înainte de a lovi solul în 1908, în regiunea siberiană de la Tunguska.
- 2004: Irak: Cei 25 de membri al Consiliului de guvernare aprobă în unanumitate constituția interimară a țării.
- 2014: Într-unul dintre cele mai mari mistere ale aviației, zborul 370 al Malaysia Airlines, care transporta un total de 239 de persoane, dispare  de pe radar în drum de la Kuala Lumpur la Beijing.[2] Soarta zborului rămâne necunoscută.
- 2024: Curtea de Arbitraj Internațională a decis că România nu va plăti despăgubiri companiei Gabriel Resources, care cerea 6,7 miliarde de dolari pentru anularea proiectului minier de la Roșia Montană. Premierul Ciolacu a anunțat victoria, după săptămâni de incertitudini și temeri că România ar putea fi obligată la penalități uriașe.[3]

## Nașteri
- 1293: Beatrice a Castiliei, regină a Portugaliei (d. 1359)
- 1566: Don Carlo Gesualdo, compozitor italian (d. 1613)
- 1617: Tito Livio Burattini, arhitect, matematician și om de știință italian (d. 1681)
- 1629: Ioan Căianu, primul autor atestat de muzică cultă din Transilvania (d. 1687)
- 1714: Carl Philipp Emanuel Bach, compozitor și clavecinist german, fiul compozitorului Johann Sebastian Bach (d. 1788)
- 1724: Ernst Frederick, Duce de Saxa-Coburg-Saalfeld (d. 1800)
- 1748: Willem al V-lea, Prinț de Orania, guvernator al Republicii Olandeze (d. 1806)
- 1761: Jan Potocki, scriitor de limbă franceză, istoric, om politic, arheolog polonez

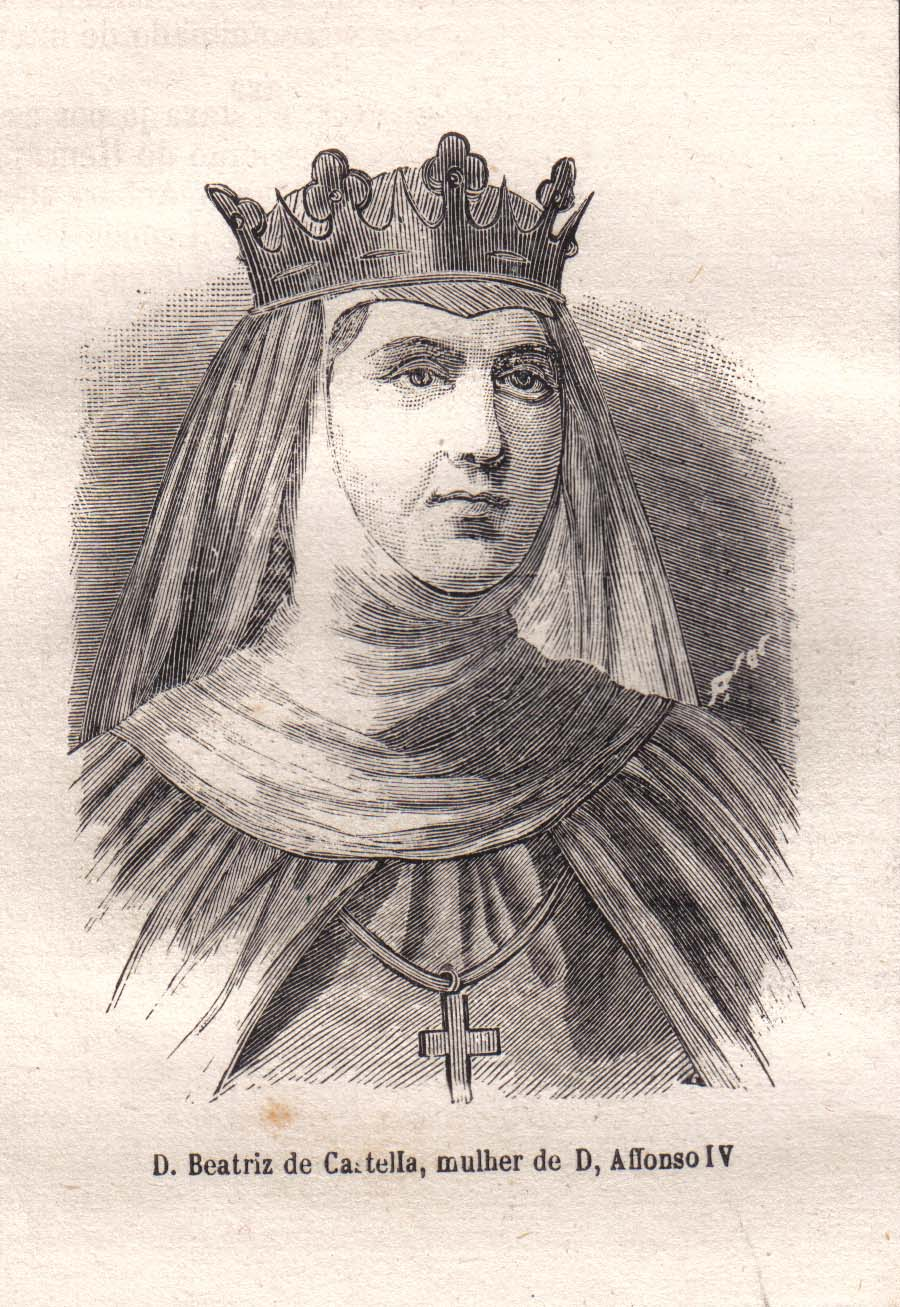
Beatrice a Castiliei, regină a Portugaliei
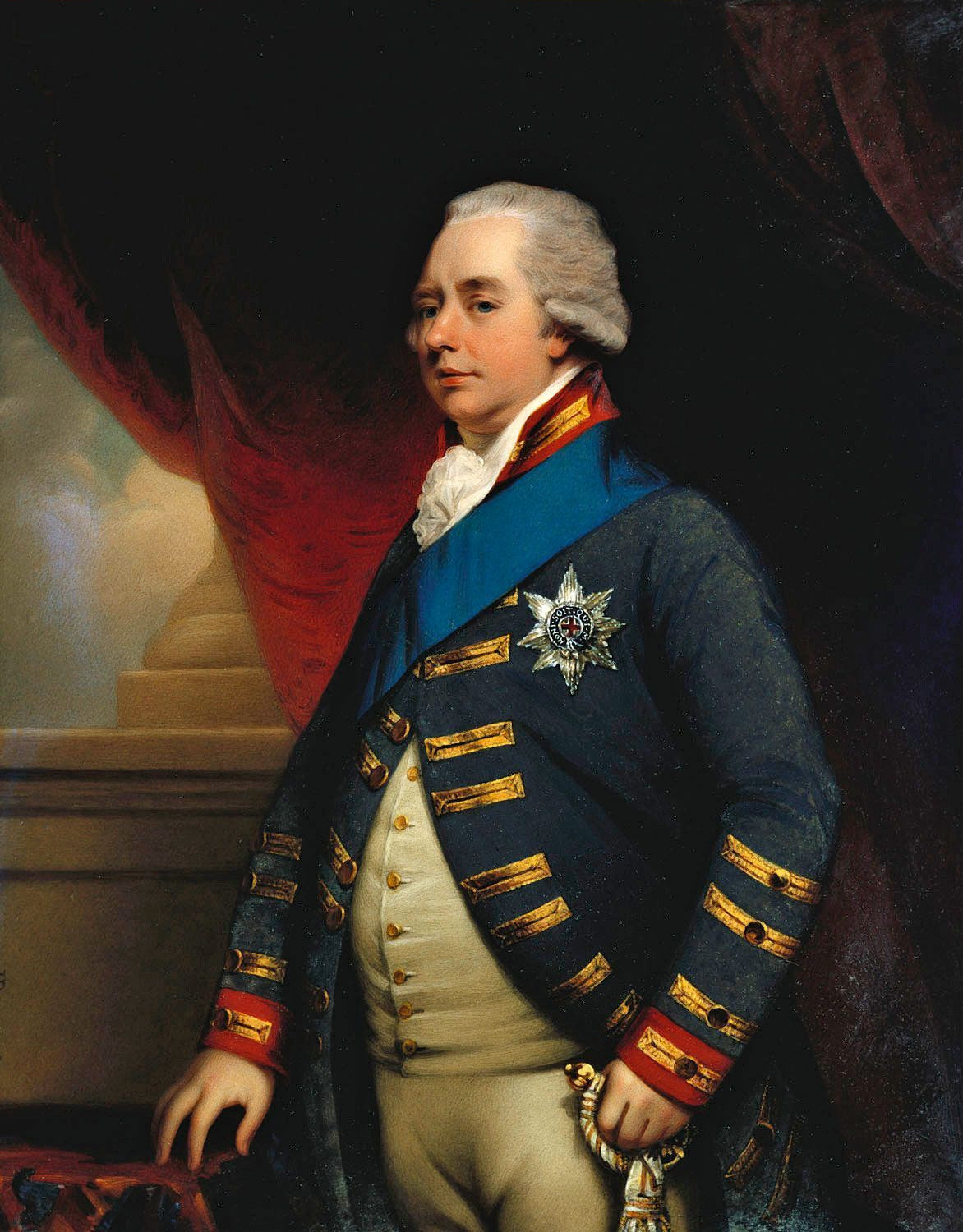
Willem al V-lea, Prinț de Orania, ultimul guvernator al Republicii Olandeze
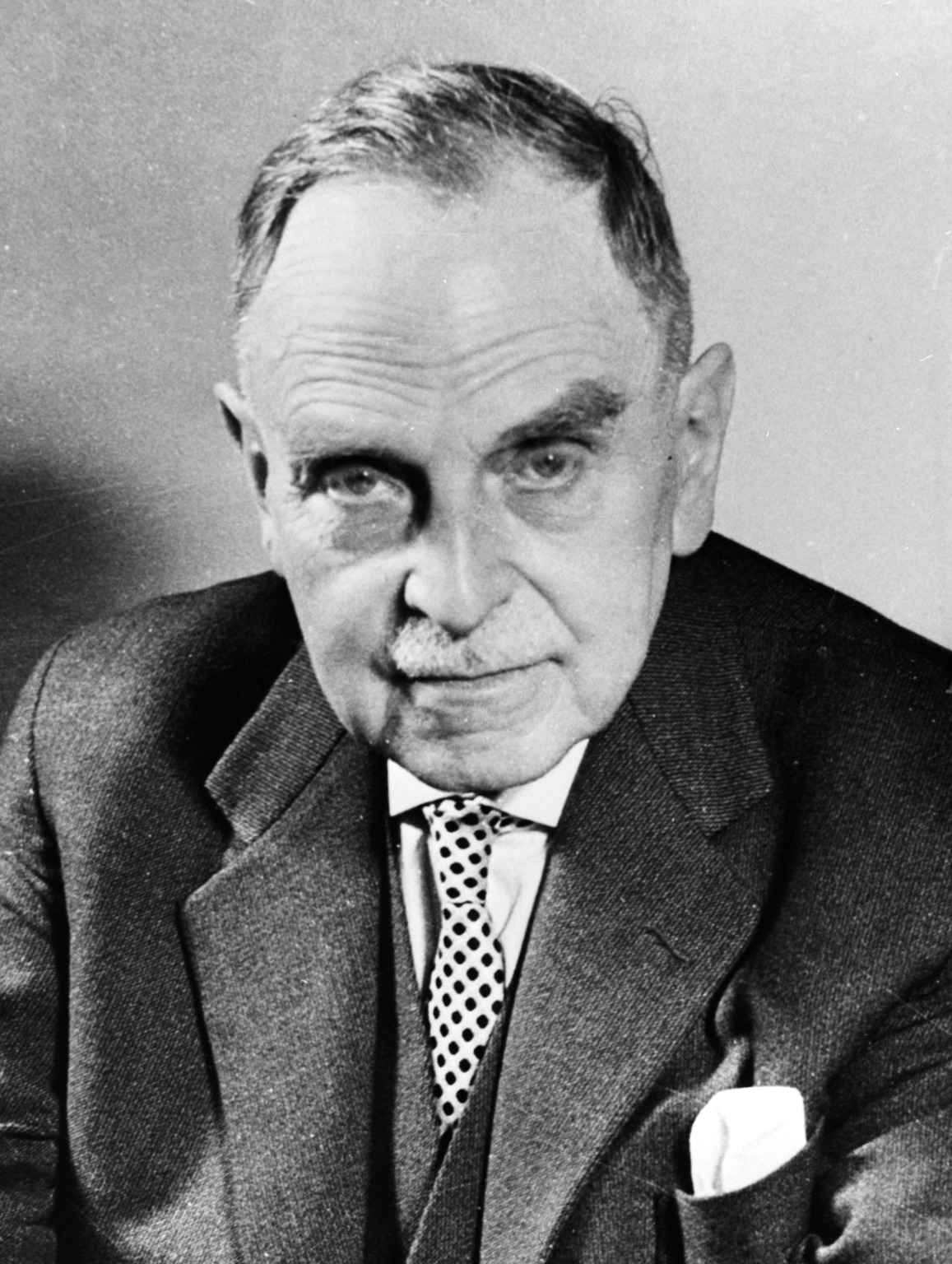
Otto Hahn, chimist german, laureat Nobel

- 1806: Antonio María Esquivel, pictor spaniol (d. 1857)
- 1877: Šatrijos Ragana, scriitoare romantică și umanistă lituaniancă (d. 1968)
- 1879: Otto Hahn, chimist german, laureat Nobel (d. 1968)
- 1882: Ignat Bednarik, pictor, desenator român (d. 1963)
- 1891: Gábor Gaál, critic literar maghiar din România (d. 1954)
- 1894: Wäinö Aaltonen, sculptor și pictor finlandez (d. 1966)
- 1896: Zavaidoc (Marin Teodorescu), cântăreț român (d. 1945)
- 1899: Valeriu Marcu, scriitor , (d. 1942?)
- 1910: Radu Tudoran, scriitor român (d. 1992)
- 1911: Emanuel Elenescu, dirijor, compozitor român (d. 2003)
- 1913: Mouloud Feraoun, scriitor algerian (d. 1962)
- 1914: Iakov Borisovici Zeldovici, fizician rus (d. 1987)
- 1924: Georges Charpak, fizician francez, laureat al Premiului Nobel pentru Fizică pe 1992 (d. 2010)
- 1935: Radu Ciobanu, scriitor român

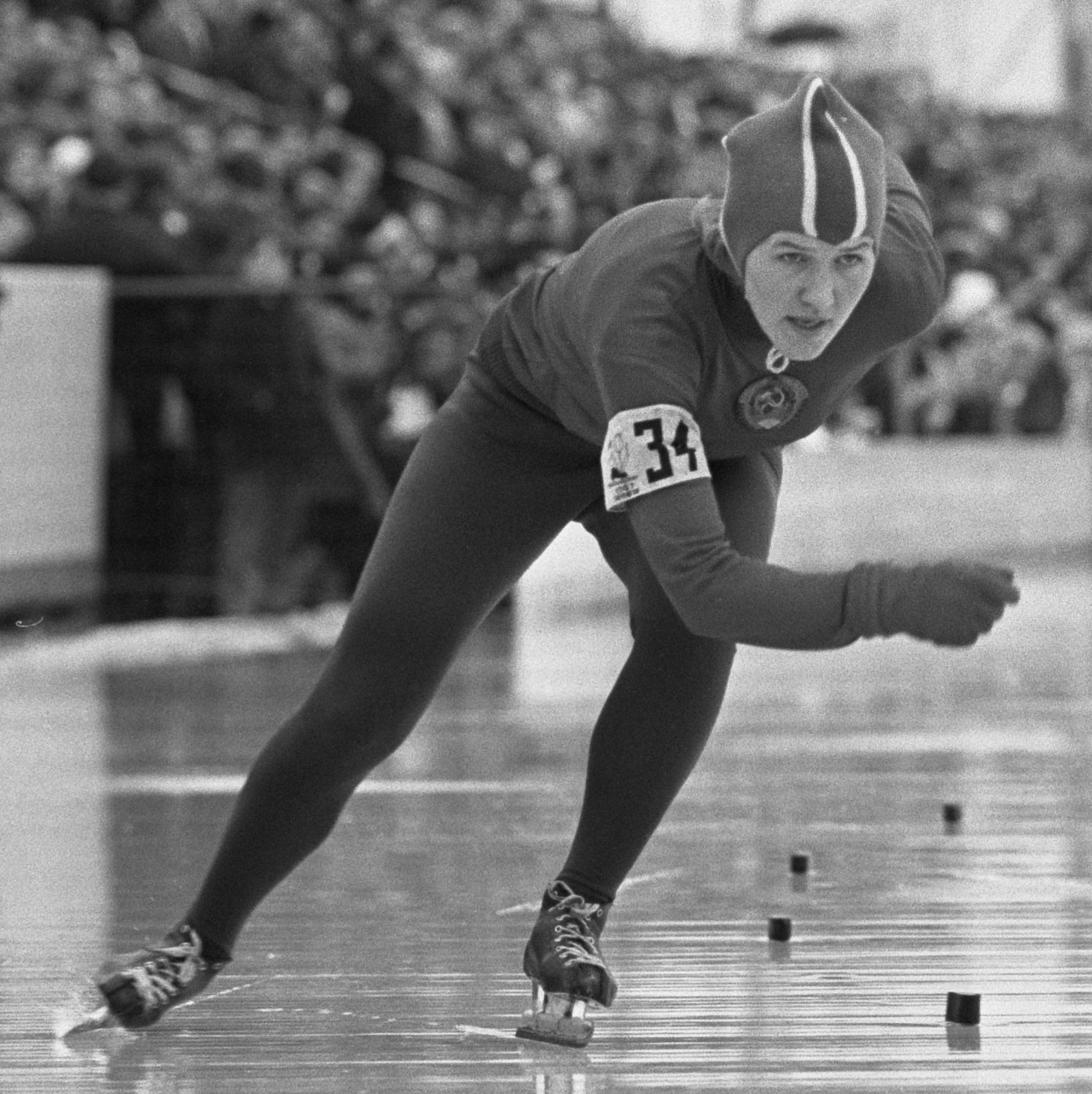
Lidia Pavlovna Skoblikova,  patinatoare rusă
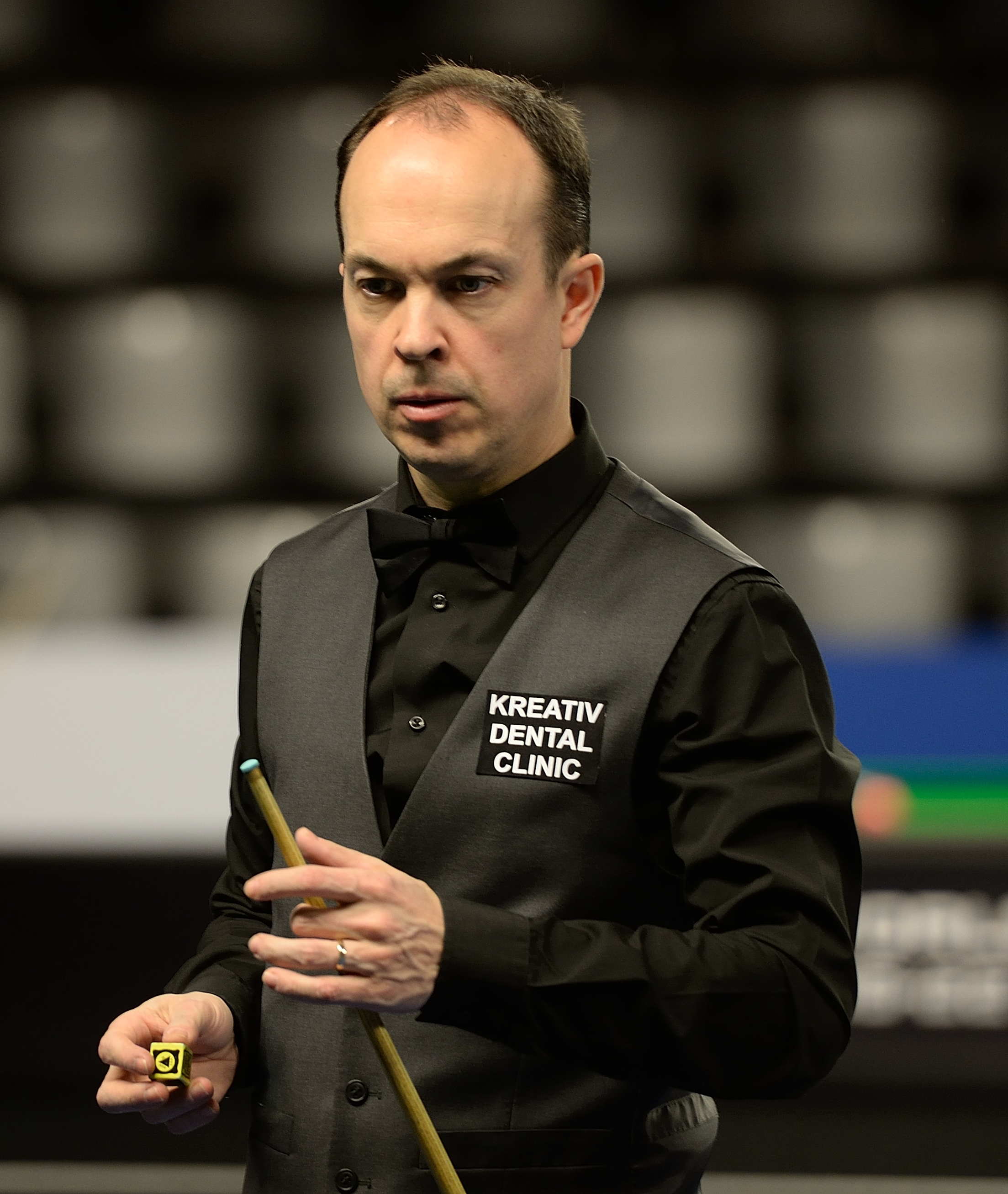
Fergal O’Brien, jucător irlandez de snooker
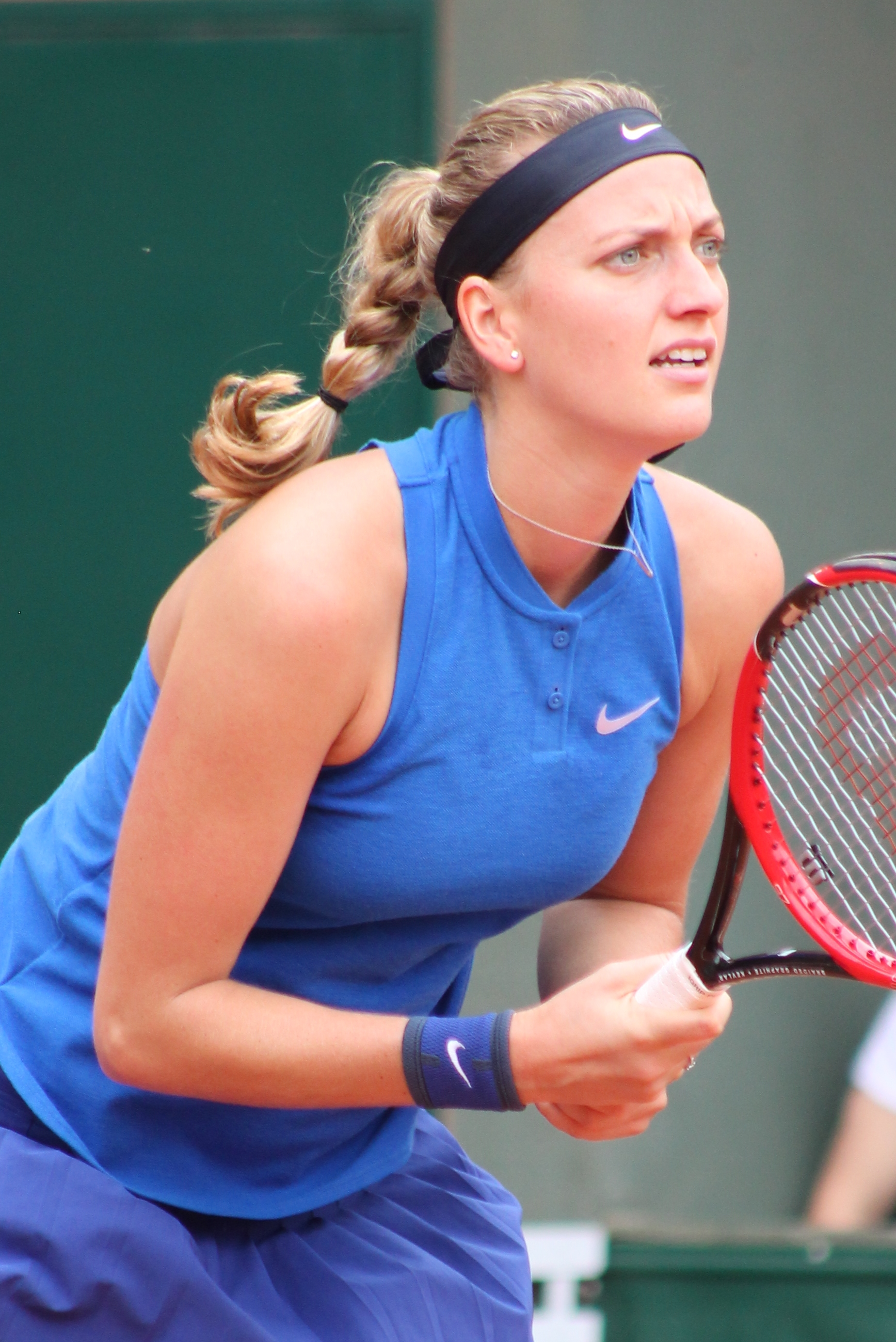
Petra Kvitová, tenismenă cehă

- 1936: Gina Patrichi, actriță română (d. 1994)
- 1939: Lidia Pavlovna Skoblikova,  patinatoare rusă
- 1946: Suzana Ardeleanu, scrimeră română
- 1948: Romeo Octavian Hanganu, politician român
- 1962: Kim Ung-Yong, copil minune coreean
- 1970: Clara Vodă, actriță română
- 1972: Costel Gâlcă, fotbalist și antrenor român
- 1972: Fergal O’Brien, jucător irlandez profesionist de snooker
- 1974: Christiane Paul, actriță germană
- 1982: Marjorie Estiano,  cântăreață și actriță braziliană
- 1990: Petra Kvitová, tenismenă cehă
- 1991: Vlăduța Lupău, cântăreață română de muzică populară
- 1995: Luca Brecel, jucător belgian profesionist de snooker

## Decese
- 1144: Papa Celestin al II-lea
- 1408: Regina Beatrice a Portugaliei (n. 1372)
- 1616: Maria Anna de Bavaria, prima soție a împăratului Ferdinand al II-lea (n. 1574)
- 1702: Regele William al III-lea al Angliei (n. 1650)
- 1844: Regele Carol al XIV-lea Ioan al Suediei (n. 1763)

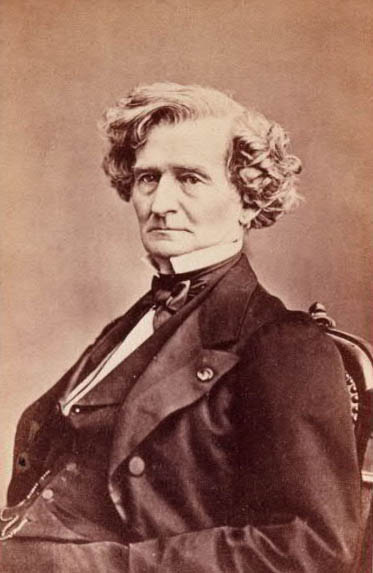
Hector Berlioz, compozitor, critic muzical francez
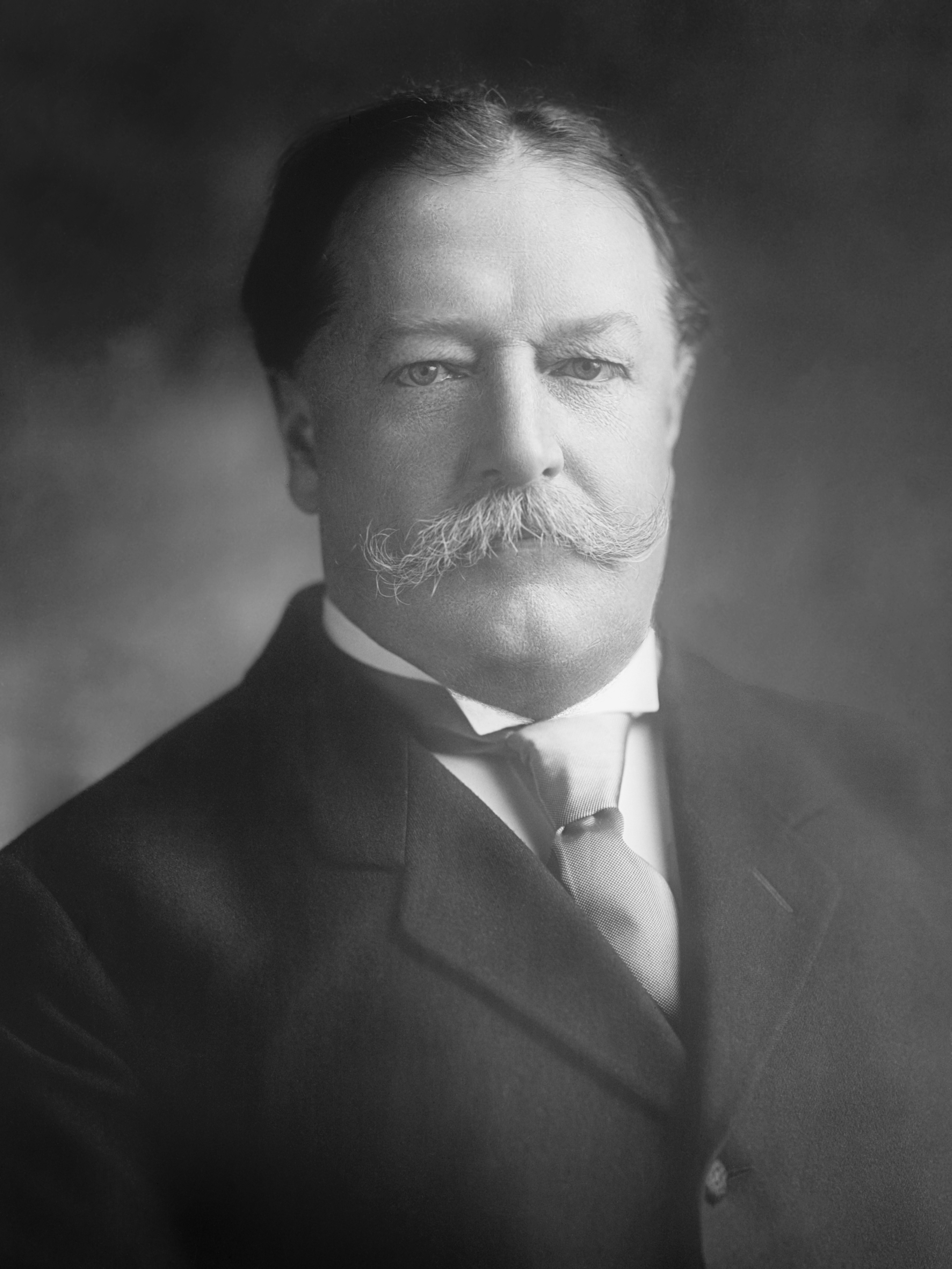
William Howard Taft, al 27-lea președinte al Statelor Unite
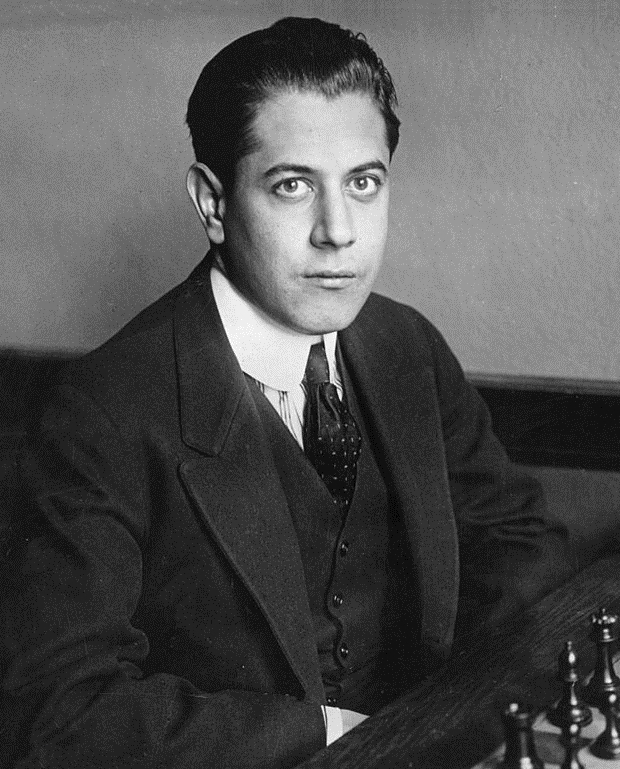
José Raúl Capablanca, jucător cubanez de șah

- 1869: Hector Berlioz, compozitor, critic muzical francez (n. 1803)
- 1874: Millard Fillmore, al 13-lea președinte al Statelor Unite (n. 1800)
- 1889: John Ericsson, inventator suedez (n. 1803)
- 1917: Ferdinand von Zeppelin, german, constructorul dirijabilului (n. 1838)
- 1923: Johannes Diderik van der Waals, fizician olandez (n. 1837)
- 1929: Ambrogio Antonio Alciati, pictor italian (n. 1878)
- 1930: William Howard Taft, al 27-lea președinte al Statelor Unite (n. 1857)
- 1942: José Raúl Capablanca, jucător cubanez de șah (n. 1888)
- 1961: Gala Galaction, scriitor român (n. 1879)
- 1993: Vasile Răuță, bancher român (n. 1922)
- 2011: Marcu Botzan, inginer agronom român (n. 1913)
- 2017: George Andrew Olah, chimist american, laureat Nobel (n. 1927)
- 2020: Max von Sydow, actor suedez (n. 1929)
- 2021: Adrian Bărar, chitarist, textier, compozitor și producător muzical român, fondatorul trupei Cargo (n. 1960)
- 2022: Gyo Obata, arhitect american (n. 1923)
- 2024: Herbert Kroemer, fizician american, laureat Nobel (n. 1928)

## Sărbători
- Ziua Internațională a Femeii
- În calendarul romano-catolic: Sf. Ioan al lui Dumnezeu, călugăr (1495-1550)